# Eugenia sebastiani
Eugenia sebastiani är en myrtenväxtart som beskrevs av Ignatz Urban. Eugenia sebastiani ingår i släktet Eugenia och familjen myrtenväxter. Inga underarter finns listade i Catalogue of Life.